# Кулик, Григорий Карпович
Григо́рий Ка́рпович Кули́к (22 октября 1912, Великая Камышеваха, Харьковская губерния — 1988, Медвёдовская, Краснодарский край) — старшина Советской армии, участник Великой Отечественной войны, Герой Советского Союза (1945).

## Биография
Григорий Кулик родился 22 октября 1912 года в селе Великая Камышеваха (ныне — {Барвенковский район Харьковской области Украины). Русский. После окончания четырёх классов школы работал в совхозе в станице Медвёдовской (ныне — Краснодарского края). В июле 1941 года был призван на службу в Рабоче-крестьянскую Красную армию. С ноября того же года — на фронтах Великой Отечественной войны.
К февралю 1945 года гвардии старший сержант Григорий Кулик командовал взводом 104-го гвардейского стрелкового полка 36-й гвардейской стрелковой дивизии 7-й гвардейской армии 2-го Украинского фронта. Отличился во время штурма Будапешта. Когда его взвод оказался в окружении, Кулику удалось не только его вывести из вражеского кольца, но и зайти противнику в тыл и атаковать его, уничтожив в общей сложности около 60 солдат и офицеров, захватив 1 лёгкий танк, 1 автомашину, 1 противотанковое орудие, 2 пулемёта.
Указом Президиума Верховного Совета СССР от 28 апреля 1945 года за «мужество и героизм, проявленные при освобождении Будапешта», гвардии старший сержант Григорий Кулик был удостоен высокого звания Героя Советского Союза с вручением ордена Ленина и медали «Золотая Звезда».
В 1946 году в звании старшины Кулик был демобилизован. Вернулся в Медвёдовскую, работал в сельском хозяйстве. Трагически погиб 1 июля 1988 года, похоронен в Медвёдовской.
Был также награждён орденом Отечественной войны 1-й степени и рядом медалей.
В честь Кулика названа школа в Медвёдовской, установлен бюст в Тимашёвске.